# Progarypus ramicola
Progarypus ramicola är en spindeldjursart som först beskrevs av Luigi Balzan 1887.  Progarypus ramicola ingår i släktet Progarypus och familjen Olpiidae. Inga underarter finns listade i Catalogue of Life.